# أنشطة وكالة الاستخبارات المركزية في العراق
تتمتع وكالة المخابرات المركزية الأمريكية (CIA) بتاريخ طويل من التدخل في العراق. على الرغم من أن وكالة المخابرات المركزية لم تكن متورطة بشكل مباشر في الانقلاب البعثي عام 1963 الذي أطاح بعبد الكريم قاسم، إلا أنها كانت تخطط لإزالة قاسم من منتصف عام 1962 حتى الإطاحة به، وتطوير الاتصالات مع جماعات المعارضة العراقية بما في ذلك حزب البعث ويخططون لـ «إعاقة» عضو رفيع المستوى في حكومة قاسم بمنديل مسموم. بعد أن بدا أن الانقلاب البعثي في عام 1968 قد دفع العراق إلى دائرة النفوذ السوفيتي، تواطأت وكالة المخابرات المركزية مع الحكومة الإيرانية الملكية آنذاك لزعزعة استقرار العراق من خلال تسليح المتمردين الأكراد. ابتداء من عام 1982، بدأت وكالة المخابرات المركزية تقديم معلومات استخباراتية عن العراق خلال الحرب الإيرانية العراقية. كما شاركت وكالة المخابرات المركزية في الانقلاب الفاشل عام 1996 ضد صدام حسين.
لعبت المخابرات دورًا مهمًا وفعالًا بشكل عام في حرب الخليج الثانية في أوائل التسعينيات، لكنها كانت أكثر إثارة للجدل فيما يتعلق بتبرير وتخطيط غزو العراق في عام 2003. انظر المدخلات الكرونولوجية المناسبة أدناه.

## 1958
توترت العلاقات بين الولايات المتحدة والعراق بعد الإطاحة بالنظام الملكي العراقي في 14يوليو1958، مما أدى إلى إعلان حكومة جمهورية بقيادة العميد عبد الكريم قاسم. خطط قاسم للعملية، لكن قادها على الأرض العقيد عبد السلام عارف. روى ضابط وكالة المخابرات المركزية الأمريكية (CIA) هاري روزيتسكي أن «شائعات عن تآمر الجيش كانت منتشرة منذ شهور في بغداد»، لكن «لا عملاء وكالة المخابرات المركزية ولا المتآمرين العراقيين يمكنهم معرفة موعد الانقلاب، بالنسبة للتوقيت تعتمد على حظ». بالإضافة إلى ذلك، أشار تحقيق لاحق لوزارة الخارجية إلى أنه «بينما كانت وكالات المخابرات العراقية والأمريكية على علم بقاسم، لم يُعتقد أبدًا أنه سبب للقلق». مدير وكالة المخابرات المركزية ألين دالاس قال الرئيس دوايت أيزنهاور وكالة الاستخبارات المركزية «تفتقر إلى أدلة دامغة على تورط» مصر الصورة جمال عبد الناصر في الانقلاب، على الرغم من أنه كان ناصر مستوحاة. في 15 يوليو، رد أيزنهاور على الاضطرابات في العراق بإرسال مشاة البحرية الأمريكية إلى لبنان بناءً على طلب الرئيس اللبناني كميل شمعون، بهدف مساعدة حكومة شمعون الموالية للغرب على استعادة النظام بعد أشهر من الاضطرابات المدنية. كانت إدارة أيزنهاور في البداية قلقة بشأن «استغلال البعثيين أو الشيوعيين للوضع»، لكنها اعترفت بالحكومة العراقية الجديدة في 30يوليو.
نصب قاسم نفسه «الزعيم الوحيد» للعراق ورفض أي ارتباط بعبد الناصر، في حين دعا عارف علنًا إلى انضمام العراق إلى الجمهورية العربية المتحدة اتحاد قصير العمر لمصر وسوريا. في 30سبتمبر حاول قاسم تحييد عارف بإرساله إلى ألمانيا الغربية كسفير. ومع ذلك، في 2أكتوبر، تنبأ دالاس: «على الأرجح، لم نسمع بآخر [له]». عمل عملاء مصريون في بون مع عارف على مؤامرة لإسقاط قاسم، لكن تم اعتقال عارف بعد فترة وجيزة من عودته إلى بغداد في 4 نوفمبر. المملكة المتحدة التي «تأمل... [ل] تربيته كبديل عراقي لناصر،» نبه قاسم إلى محاولة انقلاب مصرية فاشلة أخرى في ديسمبر. وسرعان ما أجبر تدخل عبد الناصر قاسم على اللجوء إلى الشيوعيين لتأمين قاعدة دعم لحماية نظامه من القوميين.

## 1959
قلقًا بشأن تأثير أعضاء الحزب الشيوعي العراقي في إدارة قاسم، بدأ أيزنهاور في التساؤل عما إذا كانت «مساعدة [ناصر] على تولي زمام الأمور في العراق قد تكون سياسة جيدة.» ومع ذلك، فإن كبار مستشاري أيزنهاور بمن فيهم دالاس وشقيقه، وزير الخارجية جون فوستر دالاس حذروا بشدة من هذا الأمر. على سبيل المثال، في 15كانون الثاني (يناير) 1959، وصف فوستر دالاس الأمر بأنه «من الضروري إبعاد أيدينا عن العراق» لأن الولايات المتحدة لم تكن «متطورة بما يكفي للاختلاط في هذا الوضع المعقد». في 24 مارس، انسحب العراق مما أثار ذعر المسؤولين الأمريكيين من تحالف بغداد المناهض للسوفييت. في أبريل، أنشأ مجلس الأمن القومي الأمريكي (NSC) لجنة خاصة بشأن العراق (SCI) لإعادة فحص الوضع واقتراح حالات طوارئ مختلفة لمنع سيطرة الشيوعيين على البلاد. تم التفكير في التدخل العسكري والسري، لكن هذا «أرعب» سفير الولايات المتحدة في بغداد، جون جيرنيغان، الذي «أقنع الإدارة في النهاية بالضغط على ناصر لتعديل دعايته ضد العراق للتركيز ليس على قاسم بل على الشيوعيين.» وافق ناصر، وسرعان ما اتخذ قاسم العديد من الإجراءات القمعية ضد الشيوعيين، مما جعل المخاوف من أن العراق «يتجه إلى اللون الأحمر» موضع نقاش. ورأى مسؤول أمريكي في ذلك الوقت أن «هجمات عبد الناصر الأخيرة على الشيوعية قد فعلت أكثر للحفاظ على تقدم الشيوعية في الشرق الأوسط أكثر من أي شيء يمكن أن تحققه القوى الغربية في سنوات من العمل». كتب بريان جيبسون أنه «لا توجد وثائق تربط الولايات المتحدة مباشرة بأي من محاولات ناصر السرية العديدة للإطاحة بنظام قاسم، على الرغم من وجود أدلة على أن وكالة المخابرات المركزية ساعدت الأردن وأن الجمهورية العربية المتحدة تتسلل إلى العراقيين للعودة إلى البلاد.» تم إغلاق أخيرًا في يناير 1961.

### تقرير UPI
أفاد ريتشارد سيل من يونايتد برس إنترناشيونال (يو بي آي)، نقلاً عن عادل درويش وخبراء آخرين، أن محاولة الاغتيال الفاشلة لقاسم في 7 أكتوبر1959 والتي شملت صدام حسين الشاب ومتآمرين بعثيين آخرين كانت تعاونًا بين وكالة المخابرات المركزية والمخابرات المصرية. طعن جيبسون في صحة بيع ودرويش، مستشهدا بوثائق رفعت عنها السرية تشير إلى أن وكالة المخابرات المركزية قد أذهلت توقيت محاولة اغتيال قاسم وأن مجلس الأمن القومي «أكد للتو [سياسة] عدم التدخل» في 1أكتوبر. وتوقع دالاس قبل ستة أيام من الحادث أن محاولة اغتيال قاسم قد تتم «في الشهرين المقبلين»، وهو ما يشير جيبسون إلى أنه يشير إلى «نقص في الاستخبارات الملموسة». بالنظر إلى أن المسؤولين الأمريكيين عبروا علنًا عن أملهم في أن يتعافى قاسم بسرعة من إصاباته وسعى بشكل خاص لثني الأردن وإيران عن التدخل عسكريًا في العراق أثناء دخول قاسم إلى المستشفى، توقع جيبسون أنه «بينما كانت الولايات المتحدة على علم بالعديد من المؤامرات ضد قاسم، فقد لا يزال متمسكًا بسياسة عدم التدخل». وفي سياق مماثل، لاحظ براندون وولف هونيكوت: «لست على علم بأي دليل على وجود علاقات سرية بين وكالة المخابرات المركزية والبعث قبل 7أكتوبر [محاولة الاغتيال] يبدو أنه من المرجح أن 7أكتوبر هو الذي لفت انتباه حكومة الولايات المتحدة لحزب البعث». ومع ذلك، فإن كينيث أوسجود مع الإقرار بأن هناك «القليل من الأدلة الوثائقية المباشرة» على المشاركة الأمريكية في المؤامرة تعليقات لأنه من المقبول على نطاق واسع أن مصر «كانت متورطة على مستوى ما» وأن «الولايات المتحدة كانت تعمل مع ناصر على مستوى ما الأدلة الظرفية لا يمكن استبعاد احتمال تعاون الولايات المتحدة والجمهورية العربية المتحدة مع نشطاء حزب البعث». علاوة على ذلك، انخرطت وكالة المخابرات المركزية في التخطيط للطوارئ ضد حكومة قاسم خلال الفترة الزمنية المعنية: «مهما كانت صحة اتهامات [سيل]، على الأقل تكشف الوثائق التي رفعت عنها السرية حاليًا أن المسؤولين الأمريكيين كانوا يفكرون بنشاط في مؤامرات مختلفة ضد قاسم وأن كانت وكالة المخابرات المركزية تجمع أصولاً لعمليات سرية في العراق».
على الرغم من أن محاولة الاغتيال فشلت بعدأن فتح صدام (الذي كان من المفترض أن يوفر غطاء) النار على قاسم مما أجبر صدام على قضاء أكثر من ثلاث سنوات في المنفى في الجمهورية العربية المتحدة تحت تهديد الموت إذا عاد إلى العراق فقد أدى ذلك إلى انكشاف واسع النطاق لـصدام والبعث داخل العراق، حيث كان كلاهما يعاني في السابق من الغموض، وأصبح لاحقًا جزءًا مهمًا من الصورة العامة لصدام خلال فترة رئاسته للعراق. يحتمل أن يكون صدام قد زار السفارة الأمريكية في القاهرة أثناء منفاه. قال مسؤول أمريكي سابق رفيع المستوى لماريون فاروق سلوجليت وبيتر سلوجليت إن البعثيين العراقيين، بمن فيهم صدام، «أجروا اتصالات مع السلطات الأمريكية في أواخر الخمسينيات وأوائل الستينيات».

## 1960
وفقًا لتقرير لجنة الكنيسة:
في فبراير 1960، سعت شعبة الشرق الأدنى في وكالة المخابرات المركزية إلى الحصول على موافقة ما أسماه رئيس القسم [جيمس إتش كريتشفيلد] "لجنة تعديل الصحة" لاقتراحها بـ "عملية خاصة" لـ "إعاقة" عقيد عراقي يعتقد أنه "يروج" المصالح السياسية للكتلة السوفيتية في العراق". طلبت الشعبة مشورة اللجنة بشأن تقنية "والتي على الرغم من أنه من غير المحتمل أن تؤدي إلى إعاقة كاملة فمن المؤكد أنها ستمنع الهدف من متابعة أنشطته المعتادة لمدة لا تقل عن ثلاثة أشهر"، مضيفًا: "نحن لا نسعى بوعي إلى الحصول على موضوع دائم. الإقصاء من المشهد، كما أننا لا نعترض في حالة حدوث هذا التعقيد" في أبريل [1962]، أوصت لجنة [التعديل الصحي] بالإجماع لـنائب مدير الخطط، ريتشارد م. بيسيل جونيور بإجراء "عملية تعطيل"، مشيرًا إلى أن رئيس العمليات نصح بأنه سيتم "مرغوب فيه للغاية." نائبة بيسل، تريسي بارنز، وافقت نيابة عن بيسيل كانت العملية التي تمت الموافقة عليها هي إرسال منديل مكتوب بحروف مونوغرام يحتوي على عامل معاق إلى العقيد من دولة آسيوية. شهد [جيمس] شايدر [مستشار العلوم لبيسيل] أنه على الرغم من أنه لا يتذكر الآن اسم المستلم، إلا أنه يتذكر الرسائل البريدية من الدولة الآسيوية، خلال الفترة المعنية، منديل "تمت معالجته بنوع من المواد لـ الغرض من مضايقة الشخص الذي حصل عليها" خلال تحقيق هذه اللجنة، ذكرت وكالة المخابرات المركزية أن المنديل "لم يتم استلامه في الواقع (إذا تم إرساله بالفعل)". وأضافت أن العقيد: "عانى من مرض عضال أمام فرقة الإعدام رميا بالرصاص في بغداد (حدث لا علاقة لنا به) بعد فترة ليست طويلة من النظر في اقتراحنا الخاص بالمنديل".
على الرغم من أن بعض المصادر تصور هذه العملية على أنها محاولة اغتيال لقاسم، إلا أن مصادر أخرى تشير إلى أن هذا التفسير غير دقيق أو غير مدعوم بالأدلة، أنها فكرة أن وكالة المخابرات المركزية سعى اغتيال الهدف يدحضه المعنى الواضح للنص نفسه. بالإضافة إلى ذلك، من غير المحتمل أن يكون قاسم هو المتلقي المقصود للمنديل، حيث من المحتمل أن يتذكر مسؤولو وكالة المخابرات المركزية الهجوم على رئيس الدولة العراقية. في حين أن قاسم لم يكن عقيدًا بل عميدًا ولم يروج علنًا للمصالح السوفيتية في العراق، فإن رئيس "محكمة الشعب" الموالية للسوفييت، العقيد فاضل عباس المهداوي، يناسب الوصف أعلاه تمامًا. حظر قاسم فعليًا برنامج المقارنات الدولية في يناير 1960، لكن المهداوي ظل قناة مهمة بين حكومة قاسم والعديد من مجموعات الجبهة الشيوعية بما في ذلك "أنصار السلام"، والتي سُمح لها بالعمل في الأماكن العامة على الرغم من حظرها رسميًا في مايو 1961 وكان معروفًا بمدحه الصريح لفيدل كاسترو بالإضافة إلى رحلاته في جميع أنحاء الاتحاد السوفيتي والكتلة الشرقية والصين. في عام 1991، أخبر الدبلوماسي الأمريكي السابق رفيع المستوى هيرمان إيلتس الصحفية إيلين سيولينو أن المهداوي كان الهدف.

## 1961
في عامي 1961 و1962، زاد اهتمامنا بحزب البعث وليس دعمه بشكل فعال ولكن سياسيًا وفكريًا، وجدنا البعث مثيرًا للاهتمام. وجدنا أنها نشطة بشكل خاص في العراق. كان تحليلنا لحزب البعث أنه كان معتدلاً نسبيًا في ذلك الوقت، وأن الولايات المتحدة يمكن أن تتكيف بسهولة مع سياساتها وتدعمها. لذلك شاهدنا استعدادات البعث الطويلة والبطيئة لتولي زمام الأمور. خططوا للقيام بذلك عدة مرات، وأجلوها.
جیمز اچ. كریچفیلد، رئيس قسم الشرق الأدنى بوكالة المخابرات المركزية من 1959 إلى 1969.
بحلول عام 1961، كانت وكالة المخابرات المركزية قد طورت مخبرًا واحدًا رفيع المستوى على الأقل داخل الجناح العراقي لحزب البعث، مما مكنه من مراقبة أنشطة الحزب.

## 1962
كشفت برقية لوكالة المخابرات المركزية أن حزب البعث «اقترب أولاً من عارف بشأن انقلاب في أبريل1962.»
في منتصف عام 1962، بعد أن انزعج من تهديدات قاسم بغزو الكويت ومصادرة حكومته 99.5% من ممتلكات امتياز شركة نفط العراق المملوكة لبريطانيا وأمريكا، أمر الرئيس جون كينيدي وكالة المخابرات المركزية بإجراء الاستعدادات لـ انقلاب عسكري يطيح به من السلطة. تم تكليف أرشي روزفلت الابن بقيادة العملية.ضابط كبير في وكالة المخابرات المركزية كان متمركزًا في إيران في ذلك الوقت لجيبسون أنه «بينما كانت وكالة المخابرات المركزية مهتمة بحزب البعث، كان الجيش في الواقع محور تركيزها الأساسي.» في نفس الوقت تقريبًا، اخترقت وكالة المخابرات المركزية مشروعًا صاروخيًا صواريخ أرض-جو سري للغاية بين العراق والاتحاد السوفيتي، والذي أسفر عن معلومات استخباراتية حول برنامج الصواريخ الباليستية للاتحاد السوفيتي.
وفي عام 1962 أيضًا، أصيب المهداوي وبعض أفراد أسرته بحالة خطيرة لما أطلق عليه المهداوي «الإنفلونزا». من غيرالمعروف ما إذا كان هذا المرض مرتبطًا بخطة وكالة المخابرات المركزية لتسميم المهداوي في أبريل 1962. يلاحظ ناثان جيه سيتينو أن «توقيت المرض لا يتوافق تمامًا مع توقيت عملية» العجز «كما هو موضح في الشهادة المذكورة». 

## 1963
بينما لا يزال الوقت مبكرًا، يبدو أن الثورة العراقية قد نجحت. يكاد يكون من المؤكد أنه مكسب صاف لجانبنا سنقوم بإصدار أصوات ودية غير رسمية بمجرد أن نتمكن من معرفة من نتحدث معه، ويجب أن نتعرف على الأمر بمجرد التأكد من أن هؤلاء الرجال في وضع السرج. كانت لدى وكالة المخابرات المركزية تقارير ممتازة عن المؤامرة، لكنني أشك في أنه ينبغي عليهم أو للمملكة المتحدة أن يدعيوا الفضل في ذلك.
في 7 فبراير 1963، كتب السكرتير التنفيذي لوزارة الخارجية الأمريكية ويليام بروبيك أن العراق أصبح «أحد أكثر المواقع فائدة للحصول على معلومات تقنية عن المعدات العسكرية والصناعية السوفيتية وعن الأساليب السوفيتية للعمليات في مناطق عدم الانحياز».  صدرت تعليمات للمسؤولين الأمريكيين بعدم الرد على مزاعم قاسم الكاذبة بأن الولايات المتحدة تدعم المتمردين الأكراد من منطلق الرغبة في الحفاظ على الوجود الأمريكي في العراق.  مع الوصول إلى «ثروة استخباراتية» معلقة في الميزان، أظهر المسؤولون الأمريكيون «ترددًا كبيرًا بشأن مفاقمة قاسم.» 
أطاح حزب البعث العراقي بقاسم وأعدمه في انقلاب عنيف في 8 فبراير 1963. تم إعدام المهداوي مع قاسم: «ثم عُرضت جثثهم على التلفزيون الحكومي في فيلم شنيع مدته خمس دقائق بعنوان نهاية المجرمين، تم بثه مباشرة بعد الصلاة وكارتون فيليكس القط».  بينما كانت هناك شائعات مستمرة بأن وكالة المخابرات المركزية هي التي دبرت الانقلاب، وثائق رفعت عنها السرية وشهادة ضباط وكالة المخابرات المركزية السابقين تشير إلى عدم وجود تورط أمريكي مباشر، على الرغم من أن الولايات المتحدة قد تم إخطارها بمخططي انقلاب بعثيين تم إحباطهما في تموز (يوليو) وكانون الأول (ديسمبر) 1962 وأعمال ما بعد الانقلاب توحي بأنها «تغاضت في أفضل الأحوال، وفي أسوأ الأحوال ساهمت في أعمال العنف التي أعقبت ذلك».   الرغم من الأدلة على أن وكالة المخابرات المركزية كانت تتابع عن كثب التخطيط للانقلاب لحزب البعث منذ «على الأقل 1961»، عمل مسؤول وكالة المخابرات المركزية مع روزفلت للتحريض على انقلاب عسكري ضد قاسم، والذي أصبح فيما بعد رئيسًا لعمليات وكالة المخابرات المركزية في العراق وسوريا، «نفى أي تورط في أعمال حزب البعث»، مشيرًا بدلاً من ذلك إلى أن جهود وكالة المخابرات المركزية ضد قاسم كانت لا تزال في مراحل التخطيط في ذلك الوقت: «كنت لا أزال انخرط في الاتصال بأشخاص يمكن أن يلعبوا دورًا في محاولة انقلاب ضده».  النقيض من ذلك، صرح براندون وولف هونيكوت أن «العلماء ما زالوا منقسمين في تفسيراتهم للسياسة الخارجية الأمريكية تجاه انقلاب فبراير 1963 في العراق»، لكنهم يستشهدون بـ «أدلة دامغة على دور أمريكي في الانقلاب».
حصل نائب قاسم السابق عارف (الذي لم يكن بعثيًا) على لقب شرفي إلى حد كبير هو الرئيس، بينما عُين الجنرال البعثي البارز أحمد حسن البكر رئيسًا للوزراء. وكان أقوى زعيم في الحكومة الجديدة هو أمين سر حزب البعث العراقي علي صالح السعدي، الذي سيطر على ميليشيا الحرس الوطني ونظم مذبحة لمئات إن لم يكن الآلاف من الشيوعيين المشتبه بهم والمعارضين الآخرين في الأيام التي أعقبت الانقلاب.  نظرت إدارة كينيدي إلى احتمالية حدوث تحول عراقي في الحرب الباردة بتفاؤل حذر، ووافقت في النهاية على صفقة أسلحة بقيمة 55 مليون دولار للعراق.  المعتقد على نطاق واسع أن وكالة المخابرات المركزية زودت الحرس الوطني السعدي بقوائم الشيوعيين واليساريين الآخرين، الذين تم اعتقالهم أو قتلهم بعد ذلك. نشأ هذا الادعاء في 27 سبتمبر 1963 في مقابلة الأهرام مع الملك حسين ملك الأردن، الذي سعياً لتبديد التقارير التي تفيد بأنه كان يتقاضى رواتب وكالة المخابرات المركزية قال:

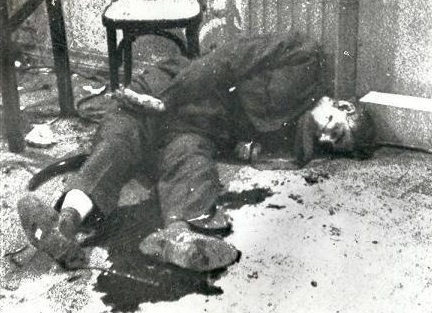
قاسم بعد الإعدام

أخبرني أن المخابرات الأمريكية كانت وراء أحداث عام 1957 في الأردن.اسمحوا لي أن أقول لكم إنني أعرف على وجه اليقين أن ما حدث في العراق في 8 شباط/فبراير حظي بدعم المخابرات الأمريكية. بعض الذين يحكمون الآن في بغداد لا يعرفون شيئاً عن هذا ولكني مدرك للحقيقة. وعقدت اجتماعات عديدة بين حزب البعث والمخابرات الأمريكية واهمها الكويت. هل تعرف أن في 8شباط / فبراير، كانت إذاعة سرية تبث إلى العراق تزود الرجال الذين سحبوا الانقلاب بأسماء وعناوين الشيوعيين هناك حتى يمكن اعتقالهم وإعدامهم؟ ومع ذلك فأنا المتهم بكوني عميلاً لأمريكا والإمبريالية!
في أقبية قصر النهاية، التي استخدمها مكتب [التحقيق الخاص] [الحرس الوطني] مقراً له، تم العثور على جميع أنواع أدوات التعذيب البغيضة، بما في ذلك الأسلاك الكهربائية ذات الكماشة، وأوتاد حديدية مدببة كان يتم وضع السجناء عليها. وآلة لا تزال تحمل آثار أصابع مقطوعة. تناثرت أكوام صغيرة من الملابس الملطخة بالدماء، وكانت هناك برك على الأرض وبقع على الجدران.
حنا بطاطو، تحكي مشهد غرفة التعذيب البعثية التي اكتُشفت بعد الإطاحة بالحزب عام 1963.
ووفقًا لما قاله حنا بطاطو،"كان لدى البعثيين فرصة كبيرة لجمع مثل هذه التفاصيل في1958-1959، عندما ظهر الشيوعيون بالكامل في العلن، وقبل ذلك، خلال جبهة سنوات الوحدة الوطنية 1957-1958 عندما كانوا تعامل معهم بشكل متكرر على جميع المستويات". بالإضافة إلى ذلك، "ثبت أن القوائم المعنية قد عفا عليها الزمن جزئيًا"، والتي يمكن اعتبارها دليلاً على أنها جُمعت قبل عام 1963. ويدعم تفسير بطاطو تقارير مكتب الاستخبارات والبحوث التي تفيد بأن "أعضاء الحزب [الشيوعيين] [يجري] تجميعهم على أساس القوائم التي أعدها حزب البعث المهيمن حاليًا" وأن برنامج المقارنات الدولية "كشف جميعًا تقريبًا" أصولها "التي رصدها البعثيون بعناية وأدرجوها في قائمة". من ناحية أخرى، يلاحظ سيتينو أن اثنين من المسؤولين في السفارة الأمريكية في بغداد وليام ليكلاند وجيمس إي. الشيوعيين وأنصارهم تلك المذكورة التجار وشملت، الطلاب، وأعضاء الجمعيات المهنية، والصحفيين، على الرغم من أساتذة الجامعات يشكلون أكبر مجموعة واحدة." ليكلاند، أحد المشاركين SCI السابق" حافظ شخصيا الاتصال التالية الانقلاب مع المحقق الحرس الوطني"، وربما يكون قد تأثر بتفاعله السابق مع الرائد آنذاك حسن مصطفى النقيب، الملحق العسكري العراقي في الولايات المتحدة الذي انشق إلى حزب البعث بعد أن "أيد قاسم أحكام الإعدام الصادرة بحق المهداوي" ضد القوميين المتورطين في انتفاضة الموصل عام 1959.وعلاوة على ذلك، "ويلدون. ماثيوز وضعت بدقة أن قادة الحرس الوطني الذين شاركوا في انتهاكات لحقوق الإنسان قد تم تدريب في الولايات المتحدة كجزء من تشغيل برنامج الشرطة من قبل إدارة التعاون الدولي والوكالة الأمريكية للتنمية الدولية."
الاعتداء على الحريات الشعبية من قبل... عناصر الحرس الوطني المتعطشين للدماء، وانتهاكهم للمقدسات، وتجاهلهم للقانون، وإلحاق الأذى بالدولة والشعب، وأخيراً تمردهم المسلح على لقد أدى يوم 13 نوفمبر 1963 إلى وضع لا يطاق ومحفوف بمخاطر جسيمة على مستقبل هذا الشعب الذي هو جزء لا يتجزأ من الأمة العربية. لقد تحملنا كل ما في وسعنا. لبى الجيش نداء الشعب لتخليصهم من هذا الإرهاب.
الرئيس عبد السلام عارف 1963.
انهارت الحكومة البعثية في تشرين الثاني (نوفمبر)1963 بسبب مسألة الوحدة مع سوريا (حيث استولى فرع منافس من حزب البعث على السلطة في مارس) والسلوك المتطرف الذي لا يمكن السيطرة عليه من قبل الحرس الوطني السعدي. قام الرئيس عارف، بدعم ساحق من الجيش العراقي، بطرد البعثيين من الحكومة وأمر الحرس الوطني بالتنحي؛ على الرغم من أن البكر تآمر مع عارف لإزاحة السعدي، في 5 يناير1964، أقال عارف البكر من منصبه الجديد كنائب للرئيس، خوفًا من السماح لحزب البعث بالاحتفاظ بموطئ قدم داخل حكومته. طوال فترة الحزب القصيرة في السلطة، كان المسؤولون البريطانيون والإسرائيليون وممثلو شركات النفط الغربية متشككين بشكل عام من حزب البعث، لكن المسؤولين الأمريكيين بمن فيهم السفير روبرت سي سترونج كان لديهم ما وصفه وولف هونيكوت بأنه المفهوم «الرومانسي» لقدرة البعثيين على تحديث العراق، ونسب التقارير عن قسوة وتعصب الحرس الوطني إلى ما وصفته ليكلاند بـ«النزعة العربية المعروفة للمبالغة». بعد انقلاب تشرين الثاني (نوفمبر)، ظهرت أدلة متزايدة على الفظائع البعثية، وكتب ليكلاند «تشريحًا مدمرًا بعد الوفاة عن النظام البعثي» خلص فيه إلى أن «الاشمئزاز الشعبي ضد حزب البعث لهذا السبب بالتحديد هو إلى حد كبير لها ما يبررها، وبالتالي سيكون لها تأثير دائم إلى حد ما على التطورات السياسية في البلاد لا سيما على احتمالات إحياء البعثيين». وبالمثل، يصف پیتر اسلاگلت البعثيين بأنهم زرعوا «صورة بغيضة للغاية» من خلال «الأعمال الوحشية الوحشية» على نطاق لم يسبق له مثيل في العراق، بما في ذلك «بعض أفظع مشاهد العنف التي شهدناها حتى الآن في فترة ما بعد الحرب. الشرق»: «نظرًا لأن كل أسرة في بغداد تقريبًا تأثرت وتعرض الرجال والنساء على حد سواء للمعاملة السيئة أثارت أنشطة البعثيين درجة من الكراهية الشديدة لهم والتي استمرت حتى يومنا هذا بين العديد من العراقيين من ذلك الجيل».

## 1968
في ظل رئاسة عارف، وخاصة شقيقه عبد الرحمن عارف، طورت الولايات المتحدة والعراق علاقات أوثق من أي وقت مضى منذ ثورة 1958. نظرت إدارة ليندون جونسون بشكل إيجابي إلى اقتراح عارف بإلغاء تأميم قاسم جزئيًا لحيازة الامتياز لشركة نفط العراق في يوليو1965 (على الرغم من استقالة ستة من أعضاء مجلس الوزراء والرفض الواسع النطاق بين الجمهور العراقي أجبره على التخلي عن هذه الخطة) وكذلك فترة المحامي المؤيد للغرب عبد الرحمن البزاز كرئيس للوزراء؛ حاول البزاز تنفيذ اتفاق سلام مع المتمردين الأكراد بعد نصر حاسم للأكراد في معركة جبل هاندرن في مايو1966. واعتبر رحمن عارف (المشار إليه فيما يلي بـ "عارف") "إحدى قوى الاعتدال القليلة. "في العراق، بعد أن أقام صداقة مع السفير سترونج قبل توليه الرئاسة والقيام بعدد من الإيماءات الودية للولايات المتحدة بين أبريل1966 ويناير1967. وبناءً على طلب عارف، التقى الرئيس جونسون بخمسة جنرالات عراقيين والسفير العراقي ناصر هاني في البيت الأبيض في 25كانون الثاني/يناير1967، كرر "رغبته في بناء علاقة أوثق بين الحكومتين". وفقًا لمستشار الأمن القومي لجونسون، والت ويتمان روستو، فكر مجلس الأمن القومي في الترحيب بعارف في زيارة دولة إلى الولايات المتحدة، على الرغم من رفض هذا الاقتراح في النهاية بسبب مخاوف بشأن استقرار حكومته. وقبل اندلاع حرب الأيام الستة، وزير الخارجية العراقي عدنان الباجه جي التقى مع عدد من المسؤولين الامريكيين لمناقشة أزمة الشرق الأوسط المتفاقمة يوم 1يونيو، بما في ذلك سفير الولايات المتحدة لدى الأمم المتحدة آرثر غولدبرغ، تحت روستو وزير الدولة للشؤون السياسية، ووزير الخارجية دين راسك، والرئيس جونسون نفسه. الأجواء السياسية التي ولّدتها الهزيمة العربية الباهظة دفعت العراق إلى قطع العلاقات مع الولايات المتحدة في 7حزيران (يونيو)، وفي النهاية ضمنت انهيار حكومة عارف المعتدلة نسبيًا. مثل شقيقه، حاول عارف سابقًا تحقيق التوازن بين العناصر المتطرفة والمعتدلة في العراق، لكن هذا التوازن انقلب بسبب الحرب حيث تحرك عارف لاسترضاء القوميين العراقيين الصاعدين، لا سيما من خلال إعادة تعيين طاهر يحيى في منصب رئيس الوزراء. أعلن يحيى عزمه على إنشاء شركة نفط وطنية خلال رئاسته الأولى للوزراء في أواخر عام1963، مما وضع الأساس لشركة النفط الوطنية العراقية (INOC). خلال فترة ولايته الثانية كرئيس للوزراء من يوليو1967 إلى يوليو1968، تحرك يحيى لتنشيط شركة النفط الوطنية العراقية وسعى إلى العمل مع فرنسا والاتحاد السوفيتي لتطوير القدرة الفنية لتأميم شركة النفط العراقية بالكامل، وتعهد باستخدام "النفط العراقي كسلاح". في المعركة ضد إسرائيل".
حتى يتم ترتيب الأمور بنفسها، وحتى نحصل على معلومات أفضل ليس لدينا تمثيل في بغداد من المستحيل معرفة تأثير انقلاب الليلة الماضية. القراءة الأولية لمجتمع الاستخبارات هي أن المجموعة الجديدة البعثيين على ما يبدو ستكون أكثر صعوبة من سابقاتهم، لكن في هذه المرحلة لا أحد يعرف إلى أي مدى سيكونون متطرفين. حتى الآن، اتخذت بياناتهم الرسمية خطاً معتدلاً إلى حد ما بالمعايير العراقية، ووعدوا بإصلاحات اقتصادية، وحكومة نزيهة، وحل «حكيم» للمشكلة الكردية، ووحدة عربية ضد التهديدات الصهيونية والإمبريالية. من ناحية أخرى، إذا كان هؤلاء من البعثيين، فإن ميولهم ستكون نحو تقريب العراق من فتح والسوريين والسوفييت.
مسؤول مجلس الأمن القومي (الولايات المتحدة) جون دبليو فوستر إلى والت ويتمان روستو، 17 يوليو، 1968.
في مايو 1968، أصدرت وكالة المخابرات المركزية تقريراً بعنوان «الثورة الراكدة»، يفيد بأن المتطرفين في الجيش العراقي يشكلون تهديداً لحكومة عارف، وفي حين أن «ميزان القوى لا يشعر بأي مجموعة بالقوة الكافية لاتخاذ خطوات حاسمة،» إن الجمود الذي أعقب ذلك خلق«وضعًا يتم فيه ببساطة تجاهل العديد من الأمور السياسية والاقتصادية المهمة».  في يونيو 1968، نقل البلجيكيون رسالة من وزارة الخارجية الأمريكية إلى المسؤولين العراقيين، يعرضون فيها استئناف العلاقات الطبيعية إذا وافق العراق على تقديم تعويض عن الأضرار التي لحقت بالسفارة والقنصلية الأمريكية خلال احتجاج سابق وتلبية شروط أخرى، بما في ذلك إنهاء المقاطعة العراقية للبضائع والخدمات الأمريكية التي فُرضت بعد انتصار إسرائيل عام 1967؛ على الرغم من أن المسؤولين الأمريكيين كانوا يأملون في منع حدوث انقلاب، فلا يوجد ما يشير إلى أي رد عراقي على هذه الانطلاقة.  في 17 يوليو/تموز، استولى حزب البعث العراقي بقيادة البكر كرئيس، وعبد الرحمن الداوود وزيراً للدفاع، وعبد الرزاق النايف كرئيس للوزراء على السلطة دون إراقة دماء. انقلاب، وضع عارف على متن طائرة متوجهة إلى لندن. تذكر انهيار الحكومة الائتلافية التي لم تدم طويلاً في عام 1963، وسرعان ما أمر البكر بإزالة نايف وداود (وكلاهما من البعثيين) من مناصبهما ونفيهما في 30 يوليو، مما عزز سيطرة حزب البعث على العراق حتى الغزو الذي قادته الولايات المتحدة في مارس 2003. ثم عين البكر رئيسا للوزراء وقائدا عاما للجيش. في 2 أغسطس، أعلن وزير الخارجية العراقي عبد الكريم الشيخلي أن العراق سيسعى إلى إقامة علاقات وثيقة«مع المعسكر الاشتراكي، ولا سيما الاتحاد السوفيتي وجمهورية الصين الشعبية». بحلول أواخر تشرين الثاني (نوفمبر)، أفادت السفارة الأمريكية في بيروت أن العراق قد أفرج عن العديد من المعارضين اليساريين والشيوعيين، على الرغم من «عدم وجود أي مؤشر [كانوا] مُنحوا أي دور رئيسي في النظام». نظرًا لأن حكومة عارف وقعت مؤخرًا صفقة نفط كبيرة مع السوفييت، فإن محاولات حزب البعث السريعة لتحسين العلاقات مع موسكو لم تكن بمثابة صدمة كاملة لصانعي السياسة الأمريكيين، لكنها «قدمت لمحة عن تحالف استراتيجي سيظهر قريبًا.» 

## 1970
تقديرات حجم الحشود التي جاءت لمشاهدة الجثث المتدلية موزعة على مسافة سبعين مترًا في ساحة التحرير مما يزيد من مساحة الاتصال الحسي بين الجسد المشوه والكتلة - تتراوح من 150.000 إلى 500.000. تدفق الفلاحون من المناطق الريفية المجاورة لسماع الخطب. استمرت المداولات مع الجثث لمدة أربع وعشرين ساعة، ألقى خلالها الرئيس أحمد حسن البكر ومجموعة من الشخصيات البارزة الأخرى كلمات ونسقوا أجواء شبيهة بالكرنفال.
واجهت إدارة ريتشارد نيكسون أزمة مبكرة في السياسة الخارجية عندما أعدمت العراق علانية 9يهود عراقيين بتهم تجسس ملفقة في نهاية يناير1969.سعت إدارة نيكسون في البداية إلى وقف تنفيذ أحكام الإعدام بإقناع الأمريكيين.الحلفاء الذين تربطهم علاقات وثيقة بالعراق مثل فرنسا وإسبانيا والهند لممارسة الضغط على الحكومة، لكن المسؤولين العراقيين ردوا "بعبارات لا لبس فيها، للبقاء بعيدًا عن الشؤون الداخلية [العراقية]".كما حثت الولايات المتحدة الأمين العام للأمم المتحدة يو ثانت على التدخل، لكنه لم يتمكن من التأثير على قرار بغداد.وأدان وزير خارجية نيكسون، وليام روجرز، عمليات الإعدام ووصفها بأنها "مثيرة للاشمئزاز لضمير العالم"، بينما نقل سفير الولايات المتحدة لدى الأمم المتحدة تشارلز يوست الأمر إلى مجلس الأمن الدولي، مشيرًا إلى أن تصرفات العراق "تهدف إلى إثارة العواطف وتكثيف أجواء الريبة والعداء المتفجرة في الشرق الأوسط".في أوائل عام1968، أعلنت المملكة المتحدة عزمها على سحب قواتها من "شرق السويس" بما في ذلك منطقة الخليج العربي مما أثار قلق المسؤولين الأمريكيين ودفع إدارة جونسون إلى صياغة ما أصبح يعرف باسم "سياسة الركيزتين"، التي ستدعم فيها الولايات المتحدة إيران والسعودية في جهودهما للحفاظ على استقرار الخليج. ستقوم إدارة نيكسون في نهاية المطاف بمراجعة هذه السياسة من خلال التركيز على بناء إيران، التي كان يحكمها بعد ذلك صديق نيكسون القديم شاه محمد رضا بهلوي (المشار إليه فيما بعد باسم "الشاه")، باعتبارها القوة الإقليمية المهيمنة. لم يثق الشاه بالحكومة البعثية في العراق، التي اعتبرها "مجموعة من السفاحين والقتلة".بعد أعمال العراق الاستفزازية في يناير/كانون الثاني1969، سعى الشاه إلى "معاقبة" العراق، وربما الفوز بسيادة إيرانية جزئية على ممر شط العرب المائي الذي منحته معاهدة عام1937 للعراق سيطرة كاملة تقريبًا من خلال سلسلة من إجراءات قسرية: في بداية شهر آذار، رتب لحلفاء إيران الأكراد لمهاجمة منشآت شركة نفط العراق حول كركوك والموصل، مما تسبب في أضرار بملايين الدولارات للعراق. في أبريل، ألغى من جانب واحد معاهدة 1937؛ وفي يناير1970، رعى محاولة انقلاب فاشلة ضد الحكومة العراقية.علم الشاه أن معظم الجيش العراقي منتشر في كردستان بينما كانت تتمركز ثلاثة ألوية عراقية إضافية في الأردن وبالتالي لم يكن العراق في وضع يسمح له بالرد عسكريًا، لكنه عرض "قطع الإمدادات عن الأكراد في المقابل" للحصول على تنازلات في الشط "اقتراح رفضه العراق.
أقنعت تصرفات الشاه العدوانية العراق بالسعي لإنهاء الحرب الكردية. في أواخر كانون الأول (ديسمبر) 1969، أرسل البكر نائبه صدام حسين للتفاوض مباشرة مع الزعيم الكردي مصطفى البرزاني ومساعده المقرب الدكتور محمود عثمان. غضب الشاه عندما علم بهذه المفاوضات، وقام برعاية انقلاب ضد الحكومة العراقية، كان من المقرر عقده ليلة 20-21 يناير 1970. ومع ذلك، فإن قوات الأمن العراقية لديها «تسجيلات كاملة لمعظم الاجتماعات والمقابلات التي جرت»، وإحباط المؤامرة، وطرد السفير الإيراني في العراق، وإعدام «33 متآمراً على الأقل» بحلول 23 يناير/كانون الثاني.  في 24 يناير/كانون الثاني، أعلن العراق دعمه للحكم الذاتي الكردي، وفي 11 آذار/مارس، توصل صدام وبارزاني إلى اتفاق (أطلق عليه اسم «اتفاق آذار») «للاعتراف بالطابع الثنائي القومي للعراق [و] السماح بإنشاء إقليم كردستان يتمتع بالحكم الذاتي،» كان من المقرر تنفيذه بحلول مارس/آذار 1974، رغم أن المسؤولين الأمريكيين شككوا في أن تكون الاتفاقية ملزمة.
كانت هناك مزاعم عن تورط أمريكا في محاولة الانقلاب الفاشلة عام1970، والتي شارك فيها ائتلاف من الفصائل العراقية، بما في ذلك الأكراد المعارضين لحزب البعث. ادعى إدموند غريب أن وكالة المخابرات المركزية توصلت إلى اتفاق لمساعدة الأكراد في الإطاحة بالحكومة العراقية في أغسطس1969، على الرغم من وجود أدلة قليلة تدعم هذا الادعاء، ونفى ضابط وكالة المخابرات المركزية المسؤول عن العمليات في العراق وسوريا عام 1969 "أي تورط أمريكي مع الاكراد قبل عام 1972."أبلغ رجل الأعمال العراقي لوفتي العبيدي وزارة الخارجية بالمؤامرة في 15آب/أغسطس، لكنه رفض بشدة تقديم أي مساعدة. ناقش المنفي العراقي سعد جبر التخطيط للانقلاب مع مسؤولين في السفارة الأمريكية في بيروت في 8 كانون الأول/ديسمبر. وكرر مسؤولو السفارة التأكيد على أن الولايات المتحدة لا يمكن أن تتورط في المؤامرة، على الرغم من أن وزارة الخارجية الأمريكية قد سمحت للسفارة في 10 كانون الأول (ديسمبر) بإخبار جبر "سنكون مستعدين للنظر في استئناف العلاقات الدبلوماسية على الفور، وسنكون بالتأكيد ميالين للتعاون في حدود التشريعات القائمة وسياستنا العامة "إذا أثبتت الحكومة الجديدة أنها معتدلة وودودة". في أواخر أغسطس1970، أُبلغت وكالة المخابرات المركزية بمؤامرة أخرى للإطاحة بالحكومة البعثية، والتي كان ينظمها المنشقون الشيعة.

## 1972-1975

أليكسي كوسيجين (يسار) وأحمد حسن البكر يوقعان معاهدة الصداقة والتعاون العراقية السوفيتية في عام 1972

في أعقاب اتفاق آذار/مارس، حاول مسؤولون إيرانيون وإسرائيليون إقناع إدارة نيكسون بأن الاتفاقية كانت جزءًا من مؤامرة سوفياتية لتحرير الجيش العراقي للعدوان على إيران وإسرائيل، لكن المسؤولين الأمريكيين دحضوا هذه المزاعم بالإشارة إلى أن العراق استأنف تطهير أعضاء برنامج المقارنات الدولية في 23 مارس 1970، وأن صدام قوبل باستقبال «بارد» خلال زيارته لموسكو في 4-12 أغسطس، والتي طلب خلالها تأجيل الديون الخارجية الكبيرة للعراق. تحسنت العلاقات العراقية السوفيتية بسرعة في أواخر عام 1971 ردًا على تدهور الاتحاد السوفيتي لتحالفه مع الزعيم المصري أنور السادات، الذي خلف عبد الناصر بعد وفاة الأخير في 28 سبتمبر 1970. ومع ذلك، حتى بعد توقيع العراق صفقة أسلحة سرية مع السوفييت في سبتمبر 1971، والتي تم الانتهاء منها خلال زيارة وزير الدفاع السوفيتي أندريه جريتشكو إلى بغداد في ديسمبر و«رفعت إجمالي المساعدات العسكرية السوفيتية للعراق إلى ما يزيد عن 750مليون دولار»، ظلت وزارة الخارجية متشككة أن العراق يشكل أي تهديد لإيران. في 9 أبريل 1972، وقع رئيس الوزراء السوفيتي أليكسي كوسيجين «معاهدة صداقة وتعاون مدتها 15 عامًا» مع البكر، لكن المسؤولين الأمريكيين لم «ينزعجوا ظاهريًا» من هذا التطور، لأنه وفقًا لذلك، بالنسبة لموظفي مجلس الأمن القومي، لم يكن الأمر «مفاجئًا أو مفاجئًا، بل كان تتويجًا للعلاقات القائمة».
لقد قيل أن نيكسون كان منشغلاً في البداية بمتابعة سياسة الانفراج مع الاتحاد السوفيتي وقمة موسكو في مايو 1972، لكنه سعى لاحقًا إلى تهدئة مخاوف الشاه بشأن العراق خلال رحلته في 30-31 مايو إلى طهران. في اجتماع 31 مايو مع الشاه، تعهد نيكسون بأن الولايات المتحدة «لن تخذل أصدقائها»، ووعدت بتزويد إيران بأسلحة متطورة («بما في ذلك طائرات F-14 وF-15») لمواجهة اتفاقية الاتحاد السوفيتي لبيع طائرات ميج 23 العراقية. وفقًا لمستشار نيكسون للأمن القومي ووزير الخارجية لاحقًا، هنري كيسنجر، والعديد من العلماء، وافق نيكسون أيضًا على عملية سرية لمساعدة متمردي بارزاني الأكراد أثناء وجوده في طهران. (استأنف بارزاني تحالفه مع إيران وإسرائيل بعد محاولة اغتيال نجله إدريس في ديسمبر 1970، والتي حمل حزب البعث المسؤولية عنها.) ومع ذلك، لا يوجد سجل رسمي بحدوث هذا، مع السجل الوحيد الذي وافق نيكسون على العملية هو مذكرة في 1 أغسطس من كيسنجر إلى 40 مديرًا للجنة. لذلك فمن المعقول أن يكون هناك عاملين إضافيين أقنعا نيكسون في نهاية المطاف بالموافقة على العملية، على الرغم من المعارضة الواسعة لدعم الأكراد داخل وزارة الخارجية ووكالة المخابرات المركزية: تأميم العراق الكامل لشركة نفط العراق في 1 يونيو، بعد أن بدأ العراق بتصدير النفط من شمال الرميلة إلى العراق. الاتحاد السوفيتي في أبريل. وانسحاب 15000 عسكري سوفيتي من مصر في 18 يوليو، وهو ما توقعه نائب كيسنجر الجنرال ألكسندر هيج الابن في 28 يوليو «من المحتمل أن يؤدي إلى مزيد من الجهود السوفيتية المكثفة في العراق». 
من تشرين الأول (أكتوبر)1972 حتى النهاية المفاجئة للتدخل الكردي بعد آذار (مارس)1975، قامت وكالة المخابرات المركزية «بتزويد الأكراد بما يقرب من 20مليون دولار كمساعدة»، بما في ذلك 1250 طنًا من الأسلحة التي لا يمكن عزوها. كان الهدف الرئيسي لصناع السياسة الأمريكيين هو زيادة قدرة الأكراد على التفاوض على اتفاقية حكم ذاتي معقولة مع حكومة العراق. لتبرير العملية، استشهد المسؤولون الأمريكيون بدعم العراق للإرهاب الدولي وتهديداته المتكررة ضد الدول المجاورة، بما في ذلك إيران (حيث دعم العراق البلوش والانفصاليين العرب ضد الشاه) والكويت (شن العراق هجومًا غير مبرر على الحدود الكويتية. بعد المطالبة بجزيرتي وربة وبوبيان الكويتية في مايو 1973)، مع ملاحظة هيغ: «لا شك في أنه من مصلحة أنفسنا وحلفائنا والحكومات الصديقة الأخرى في المنطقة أن نرى البعثيين فالنظام في العراق ابقى في حالة اختلال واطيح به إذا كان ذلك ممكنا». بعد استقالة نيكسون في أغسطس 1974، تم اطلاع الرئيس جيرالد فورد على التدخل الكردي على أساس «الحاجة إلى المعرفة» وترك كيسنجر، المدير السابق لوكالة المخابرات المركزية والسفير لدى إيران ريتشارد هيلمز، وآرثر كالاهان (رئيس من محطة وكالة المخابرات المركزية في طهران)، ونائب كالاهان لتنفيذ السياسة الأمريكية فعليًا. لمنع التسريبات، لم يتم إبلاغ وزارة الخارجية بالعملية. في الواقع، أرسلت وزارة الخارجية آرثر لوري لإنشاء قسم رعاية مصالح الولايات المتحدة في بغداد قبل وقت قصير من قرار نيكسون بدعم الأكراد. افتتح قسم المصالح رسميًا في 1أكتوبر 1972. حذر لوري مرارًا وتكرارًا من وجود صراع على السلطة بين المعتدلين والمتطرفين داخل حزب البعث العراقي، وأن موقف الشاه العدواني تجاه العراق، جنبًا إلى جنب مع حزب البعث. إن اعتقاد الحزب بأن الولايات المتحدة سعت إلى الإطاحة به، مكّن المتطرفين بينما أجبر العراق على التحول نحو الاتحاد السوفيتي لإعادة إمداد الأسلحة. رفض هيلمز ووكالة المخابرات المركزية تحليل لوري واقتراحه بأن تحاول الولايات المتحدة تحسين العلاقات مع العراق، حيث قال هيلمز «[نحن] متشككون بصراحة في أنه من الناحية العملية يمكننا مساعدة المعتدلين دون بناء أعدائنا المتطرفين.» وذهبت وكالة المخابرات المركزية إلى أبعد من ذلك، فأصدرت تقريراً حذر من أن «مستوى العنف السياسي مرتفع للغاية... هذا ليس وضعا سعيد ولا الحكومة سعيدة بالنسبة للولايات المتحدة لمحاولة القيام بأعمال تجارية مع». وبعد محاولة الانقلاب الفاشلة في 30 يونيو 1973، عززت صدام السيطرة على العراق، وقدمت عددا من المبادرات الإيجابية تجاه الولايات المتحدة والغرب، مثل رفض المشاركة في الحظر النفطي أدى السعودي في أعقاب حرب يوم الغفران، ولكن هذه الإجراءات تم تجاهلها إلى حد كبير في واشنطن.
في 11آذار (مارس)1974، منحت الحكومة العراقية بارزاني 15يومًا لقبول قانون الحكم الذاتي الجديد، والذي «كان أقل بكثير مما وعد به النظام الأكراد في عام 1970، بما في ذلك المطالب طويلة الأمد مثل حصة متناسبة من عائدات النفط وإدراج مدينة كركوك الغنية بالنفط وذات الأهمية الثقافية في منطقة الحكم الذاتي» و«منح النظام حق النقض ضد أي تشريع كردي».سمح بارزاني بانقضاء الموعد النهائي، مما أدى إلى اندلاع الحرب العراقية الكردية الثانية في أبريل. الرغم من أن وكالة المخابرات المركزية كانت قد خزنت «900ألف رطل من الأسلحة الصغيرة والذخيرة التي لا يمكن عزوها» للاستعداد لهذه الحالة الطارئة، إلا أن الأكراد كانوا في موقف ضعيف بسبب افتقارهم إلى الأسلحة المضادة للطائرات والدبابات. علاوة على ذلك، ساهم المستشارون السوفييت في تغيير تكتيكات العراق التي غيرت بشكل حاسم مسار الحرب، مما سمح للجيش العراقي في النهاية بتحقيق مكاسب ثابتة ضد الأكراد حيث فشل في الماضي.لمنع انهيار المقاومة الكردية، تفاوض كيسنجر على صفقة مع إسرائيل لتزويد الأكراد بـ 28مليون دولار من الأسلحة الثقيلة، لكن جميع المساعدات توقفت فجأة بعد فترة وجيزة من احتضان الشاه وصدام لبعضهما البعض في مؤتمر صحفي في الجزائر العاصمة في 6آذار (مارس)1975: وافق صدام على امتياز على حدود ممر شط العرب المائي مقابل وضع حد لـ«كل عمليات التسلل التخريبية من أي من الجانبين». التدخل الإيراني الصريح بشكل متزايد ضروري لتجنب هزيمة الأكراد بما في ذلك وجود جنود إيرانيين يرتدون زيًا كرديًا، والذين شاركوا في القتال لمدة تصل إلى 10أيام في كل مرة، مما يزيد من احتمالية أن قديؤدي التصعيد إلى «حرب مفتوحة» بين إيران والعراق جنبًا إلى جنب مع تأكيدات القادة العرب بما في ذلك السادات والملك حسين والجزائر هواري بومدين بأن «صدام حسين كان مستعدًا لسحب العراق من المدار السوفيتي إذا أرادت إيران ذلك. سلب [الثورة الكردية] التي كانت تجبرهم على الانخراط في أحضان السوفييت» ساعد أيضًا في إقناع الشاه بأن التسوية مع العراق كانت ضرورية ومرغوبة. في أعقاب ذلك، فر أكثر من 100000 كردي إلى إيران، بينما عززت الحكومة العراقية سيطرتها بوحشية على كردستان العراق دمرت ما يصل إلى 1400قرية بحلول عام1978، وسجنت 600000كردي في معسكرات إعادة التوطين، وفي النهاية شنت حملة الإبادة الجماعية ضد الأكراد عام1988.
لقد أثر تحقيق مسرب في الكونجرس بقيادة أوتيس بايك وفي 4 فبراير 1976 مقال في صحيفة نيويورك تايمز بقلم ويليام سافير بشكل كبير على الدراسات اللاحقة المتعلقة بسلوك التدخل الكردي. نتيجة لذلك، هناك اعتقاد شائع بأن المسؤولين الأمريكيين حثوا بارزاني على رفض عرض الحكومة العراقية الأولي بالحكم الذاتي، ووافقوا بسخرية على «بيع» الأكراد بأمر من الشاه، ورفضوا تقديم أي مساعدة إنسانية للاجئين الأكراد، وفشل في الرد على «خطاب مفجع» أرسله بارزاني إلى كيسنجر في 10 مارس 1975، قال فيه: «يتم تدمير حركتنا وشعبنا بطريقة لا تصدق بصمت من الجميع». في الواقع، تكشف الوثائق التي رفعت عنها السرية أن المسؤولين الأمريكيين حذروا برزاني من اقتراحه بإعلان الحكم الذاتي من جانب واحد، لأنهم كانوا يعلمون أن القيام بذلك من شأنه أن يستفز الحكومة العراقية، حتى وإن كان هدف تقسيم العراق بشكل دائم والحفاظ على حكومة كردية مستقلة يتطلب قدرًا هائلاً من القوة. موارد لا يمكن التوفيق بينها وبين الإنكار المعقول. ومع ذلك، لم يكن برزاني ليقبل «قانون الحكم الذاتي المخفف» العراقي، لأنه يتعارض مع شروط اتفاق مارس ويتجاهل المطالب الكردية العالقة. أذهل «بيع» الشاه المسؤولين الأمريكيين والإسرائيليين، بالإضافة إلى مستشاريه. كان كيسنجر قد ضغط شخصيًا على الشاه ضد التوصل إلى أي اتفاق مع العراق، وشكك في منطق «تداول الأصول القسرية القيمة... للتنازل الحدود متواضع». قدمت الولايات المتحدة 1000000 $ كمساعدات لالكردي اللاجئين وفي 17 آذار، أجاب كيسنجر على رسالة بارزاني:«يمكننا أن نفهم أن القرارات الصعبة التي الشعب الكردي الآن الوجه تسبب لهم كربا عميقا. لدينا إعجاب كبير بالشجاعة والكرامة اللذين واجه بهما هؤلاء الأشخاص العديد من المحن، ودعواتنا معهم».  مع عدم استعداد إيران أو تركيا للسماح باستخدام أراضيهم لدعم الأكراد، أُجبرت الولايات المتحدة وإسرائيل على التخلي عن مساعدتهما.  ووفقًا لجبسون، «تجاهل تقرير بايك الحقائق المزعجة؛ اقتباسات منسوبة اتهمت الولايات المتحدة زورا بعدم تقديم أي مساعدة إنسانية للأكراد. وأخيراً ادعى أن كيسنجر لم يستجب لنداء بارزاني المأساوي، في حين أنه فعل ذلك. لم يكن هذا هو» حالة نموذجية من خيانة والغش«أن تقرير بايك أدت كثير من الناس إلى الاعتقاد». جيبسون يعترف بأن تورط الولايات المتحدة والنفس يخدم و«المصالح المتقدمة الحرب الباردة في أميركا، ولكن ليس تماما على حساب الكرد». جوست هلترمان العروض تحليل المتناقضة: «يجب على تبرئة لن يذهب غير مؤهلين. كان كيسنجر يهتم بالأكراد فقط إلى الحد الذي يمكن معه استخدامهم في السعي لتحقيق مصالح الولايات المتحدة، ومن المؤكد أنه كان سيتخلى عنهم عاجلاً أم آجلاً».

## 1979
التقى ضابط وكالة المخابرات المركزية منذ فترة طويلة جورج كيف مع نائب رئيس الوزراء الإيراني عباس أمير انتظام ووزير الخارجية إبراهيم يزدي في 15 أكتوبر 1979 كجزء من اتصال لتبادل المعلومات الاستخبارية وافق عليه مساعد وزير الخارجية لشؤون الشرق الأدنى هارولد ساوندرز؛ وقد سبق ذلك اندلاع أزمة الرهائن الإيرانية في 4 تشرين الثاني (نوفمبر). وقال كيف لمارك ج. ومع ذلك، بينما أكد انتزام ويزدي رواية كيف للإحاطة الإعلامية، لا يبدو أن أيًا من الرجلين قد شارك هذه المعلومات مع مسؤولين إيرانيين آخرين، ربما خوفًا من إساءة فهم علاقتهم مع ضابط وكالة المخابرات المركزية. بسبب عمليات التطهير المكثفة التي طالت قواتها المسلحة بعد الثورة، كانت إيران في الواقع غير مستعدة بشكل صارخ لغزو العراق لإيران في سبتمبر 1980. تمت مناقشة صحة المعلومات الاستخباراتية الأساسية التي تدعم تحذير كيف، وتداعياتها فيما يتعلق بمزاعم أن الولايات المتحدة أعطت صدام "الضوء الأخضر"لغزو إيران. وقال جاسوروفسكي: "لو تصرف قادة إيران بناء على المعلومات الواردة في إحاطات كيف... حرب الثماني سنوات الوحشية [الحرب بين إيران والعراق] ربما لم تحدث أبدًا."

## 1982
في 27يوليو1982، بتوجيه من مجلس الأمن القومي التابع لإدارة ريغان، وصل توماس تويتن إلى بغداد لمشاركة صور الأقمار الصناعية لوكالة المخابرات المركزية حول تحركات القوات الإيرانية مع المخابرات العراقية. كان هذا هو "أول توفير استخباراتي أمريكي للعراق" خلال الحرب العراقية الإيرانية، وأثار جدلاً قصير الأمد حول ما إذا كان العراق سيتسامح مع وجود وكالة المخابرات المركزية في البلاد: قال رئيس المخابرات برزان تكريتي لـتويتون: اخرجوا الجحيم من العراق، "لكن المخابرات العسكرية العراقية" بعد أن سال لعابها بالفعل وقالت مرارًا وتكرارًا كم كانت ذات قيمة "أبلغت تويتون لاحقًا" سنواصل النظر في معلوماتك، وسنقيم ما إذا كانت مفيدة بأي شكل من الأشكال".ربما لعبت هذه المعلومات الاستخباراتية دورًا حاسمًا في منع الغزو الإيراني للعراق عام1982.وبحسب تويتون: "التقى أحد ضباطنا بأحد ضباط المخابرات العسكرية العراقية في كردستان قبل نحو ثلاث سنوات.قال إن المعلومات الاستخباراتية التي قدمناها لهم أحدثت الفارق.حالت دون انهيار العراق".
يأمر الرئيس ريغان وزارة الدفاع ووكالة المخابرات المركزية بتزويد الجيش العراقي بمعلومات استخباراتية ونصائح ومعدات للمعركة بعد أن نصحه مدير وكالة المخابرات المركزية ويليام كيسي بذلك.

## 1984
في عام 1984، أنشأت وكالة المخابرات المركزية «اتصال استخباراتي رسمي» مع المخابرات، والذي زود وكالة المخابرات المركزية بمعلومات عن الجماعات الإرهابية بما في ذلك منظمة أبو نضال. ومع ذلك، كان هناك تأخير بين تقديم وكالة المخابرات المركزية للمعلومات الاستخباراتية للمخابرات وتلك المعلومات التي تم تلقيها وتحليلها من قبل الجيش العراقي، مما أدى إلى عدم جدوى الكثير منها. لذلك، بدأت وكالة المخابرات المركزية في النهاية العمل بشكل مباشر مع المخابرات العسكرية العراقية، وبالتالي ألغت نفوذها على الإرهاب الذي يرعاه العراق.

## 1991
قدمت وكالة المخابرات المركزية دعمًا استخباراتيًا للجيش الأمريكي في عملية درع الصحراء وعملية عاصفة الصحراء.
توضح "ملحمة محمد عبد الله شواني «جزءًا غير مفهوم من قصة العراق محاولة وكالة المخابرات المركزية لتعبئة الضباط العراقيين [ضد نظام صدام حسين]. في المركز كان الشهواني، وهو سني من الموصل وقائد كاريزمي اكتسب سمعته في عام 1984 بهجوم مروحية على القوات الإيرانية على قمة جبل في كردستان العراق. جعلته شعبيته خطرا على صدام حسين، وتم اعتقاله واستجوابه عام 1989. فر من البلاد في مايو 1990، قبل غزو العراق للكويت». في عام 1991، بدأ الشهواني جهوده لتنظيم انقلاب عسكري باستخدام أعضاء سابقين في القوات الخاصة، التي حلها صدام حسين.

## 1992

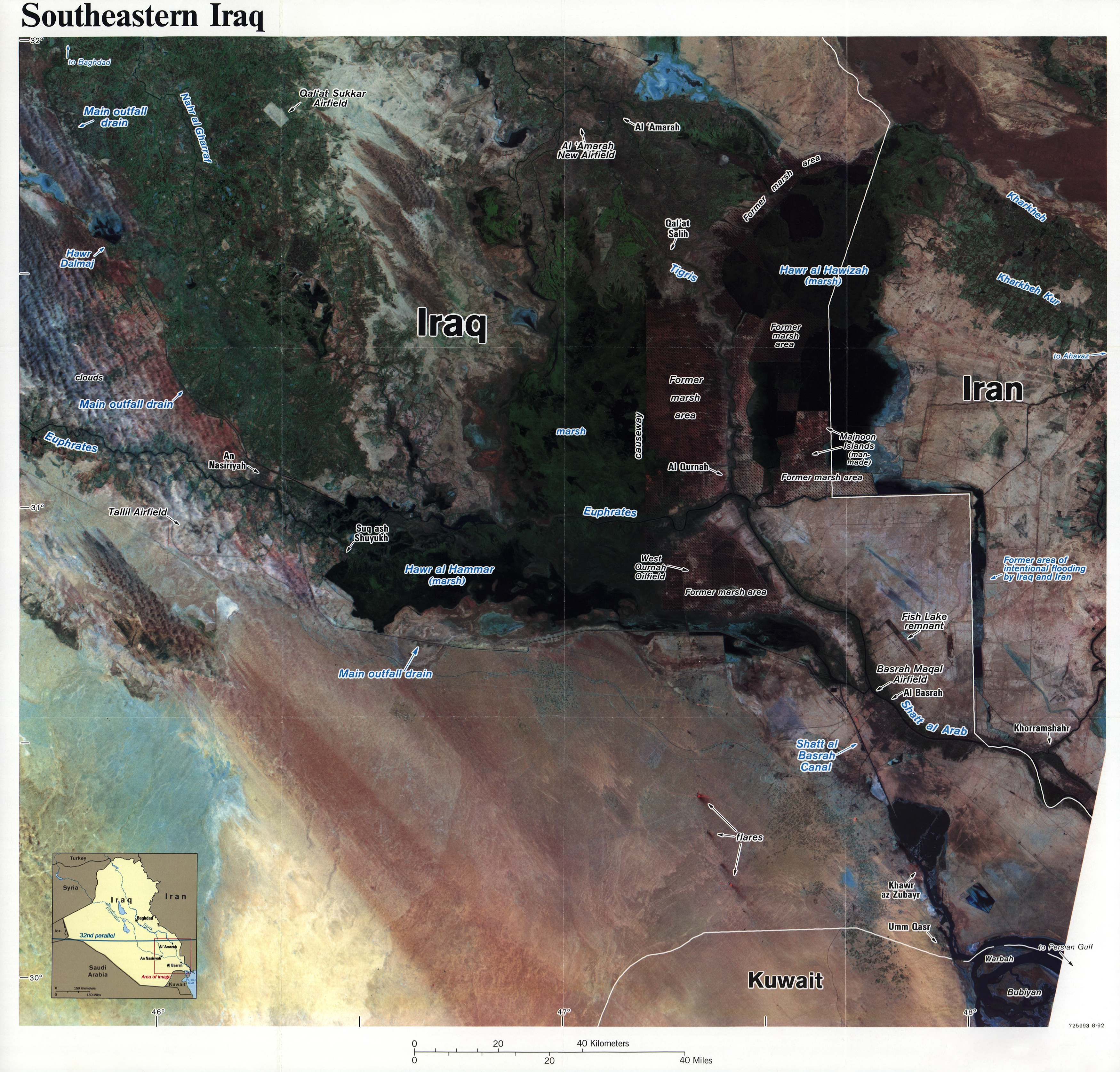
تم تحديد خريطة وكالة المخابرات المركزية عام 1992 لجنوب شرق العراق مع حقول النفط والمطارات والمواقع الإستراتيجية الأخرى.

بعد حرب الخليج، اتخذت وكالة المخابرات المركزية خطوات لتصحيح أوجه القصور التي تم تحديدها خلال حرب الخليج وتحسين دعمها للجيش الأمريكي، وبدء تحسين الاتصالات مع القيادات العسكرية الأمريكية الرئيسية. في عام 1992، أنشأت وكالة المخابرات المركزية مكتب الشؤون العسكرية (OMA) لتعزيز التعاون وزيادة تدفق المعلومات بين وكالة المخابرات المركزية والجيش. مكتب الشؤون العسكرية هي تابعة للمدير المساعد للاستخبارات المركزية للدعم العسكري ويعمل بها بشكل مشترك ضباط وكالة المخابرات المركزية من جميع المديريات والأفراد العسكريين من جميع الخدمات.
وفقًا لمسؤولين سابقين في المخابرات الأمريكية قابلتهم صحيفة نيويورك تايمز، دعمت وكالة المخابرات المركزية بشكل غير مباشر حملة تفجير وتخريب بين عامي1992 و1995 في العراق قام بها متمردو الوفاق الوطني العراقي، بقيادة إياد علاوي. لم يكن للحملة أي تأثير واضح في إسقاط حكم صدام حسين.
وفقًا لضابط وكالة المخابرات المركزية السابق روبرت باير، كانت مجموعات متمردة مختلفة تحاول الإطاحة بصدام حسين في ذلك الوقت. لا توجد سجلات عامة لحملة وكالة المخابرات المركزية، وقال مسؤولون أمريكيون سابقون إن ذكرياتهم كانت في كثير من الحالات سطحية، وفي بعض الحالات متناقضة. لكن لا يمكن تأكيد ما إذا كانت التفجيرات قد قتلت بالفعل أي مدنيين لأنه، كما قال مسؤول سابق في وكالة المخابرات المركزية، لم يكن لدى الولايات المتحدة مصادر استخباراتية مهمة في العراق في ذلك الوقت. في عام1996، سجلت آمنة الخدمي، التي وصفت نفسها بأنه صانع القنابل الرئيسي في حزب الوفاق الوطني العراقي، شريط فيديو تحدث فيه عن حملة القصف واشتكى من أنه يعاني من نقص في الأموال والإمدادات. وأكد ضابطا مخابرات سابقان وجود الشريط. وقال السيد خدامي «لقد فجرنا سيارة، وكان من المفترض أن نحصل على 2000دولار» ولكننا حصلنا على 1000دولار فقط، كما ذكرت في عام1997 صحيفة الإندبندنت البريطانية، التي حصلت على نسخة من شريط الفيديو. تم توجيه الحملة من قبل أحد أصول وكالة المخابرات المركزية الدكتور إياد علاوي، تم تعيينه لاحقًا كرئيس وزراء مؤقت من قبل التحالف الذي تقوده الولايات المتحدة والذي غزا العراق في عام2003.

## 1993
بتمويل المنظمات الكردية، عملت وكالة المخابرات المركزية على إنشاء وكالة استخبارات جديدة يقودها الأكراد في العراق تسمى أسايش (وتعني «الأمن» باللغة الكردية).

## 1994
بعد الإطاحة بصدام في عام 2003، قدمت مصادر أمريكية وعراقية وصفًا للإستراتيجية الفاشلة المتمثلة في الإطاحة بصدام من خلال انقلاب عسكري خلال التسعينيات، وهو جهد معروف داخل وكالة المخابرات المركزية باسم «دباشيلس».
وفقًا للواشنطن بوست، عينت وكالة المخابرات المركزية رئيسًا جديدًا لقسم الشرق الأدنى، ستيفن ريختر، الذي افترض أن أجزاء كبيرة من الجيش العراقي قد تدعم الانقلاب. التقى فريق مع الجنرال. محمد عبد الله شواني قائد سابق للقوات الخاصة العراقية وتركماني من الموصل. أثناء قيام وكالة المخابرات المركزية بصياغة خططها، شجع البريطانيون الوكالة على الاتصال بمنفي عراقي متمرس يُدعى إياد علوي، والذي كان يترأس شبكة من الضباط الحاليين والسابقين في الجيش العراقي وعملاء حزب البعث المعروفة باسم الوفاق، وهي الكلمة العربية التي تعني «الثقة»

## 1996
كانت وكالة المخابرات المركزية متورطة في محاولة الانقلاب الفاشلة عام 1996 ضدصدام حسين.

## 2002
كانت الفرق شبه العسكرية التابعة لقسم الأنشطة الخاصة في وكالة المخابرات المركزية هي الفرق الأولى في العراق التي وصلت في يوليو 2002. وبمجرد وصولهم إلى الأرض، أعدوا ساحة المعركة لوصول القوات العسكرية الأمريكية لاحقًا. ثم اندمجت فرق SAD مع القوات الخاصة للجيش الأمريكي (في فريق يسمى عنصر اتصال شمال العراق أو النيل). نظم هذا الفريق البشمركة الكردية للغزو اللاحق بقيادة الولايات المتحدة. لقد اجتمعوا لهزيمة أنصار الإسلام، حليف القاعدة. إذا لم تكن هذه المعركة ناجحة كما كانت، كان من الممكن أن تكون هناك قوة معادية كبيرة وراء القوات الأمريكية/الكردية في الهجوم اللاحق على جيش صدام. تم تنفيذ الجانب الأمريكي من قبل ضباط العمليات شبه العسكرية من SAD / SOG ومجموعة القوات الخاصة العاشرة بالجيش.
قامت فرق SAD أيضًا بمهام استطلاع خاصة عالية المخاطر خلف الخطوط العراقية لتحديد أهداف القيادة العليا. أدت هذه المهام إلى الضربات الأولية ضد صدام حسين وجنرالاته الرئيسيين. على الرغم من أن الضربة الأولية ضد صدام لم تنجح في قتل الديكتاتور، إلا أنها نجحت في إنهاء قدرته على القيادة والسيطرة على قواته. كانت الضربات الأخرى ضد الجنرالات الرئيسيين ناجحة وأدت إلى تدهور كبير في قدرة القيادة على الرد والمناورة ضد قوة الغزو التي تقودها الولايات المتحدة.
رفضت تركيا العضو في الناتو السماح لفرقة المشاة الرابعة بالجيش الأمريكي باستخدام أراضيها للغزو. ونتيجة لذلك، كانت فرق SAD والقوات الخاصة التابعة للجيش الأمريكي والبشمركة الكردية هي القوة الشمالية بأكملها ضد جيش صدام أثناء الغزو. أبقت جهودهم الفيلق الأول والخامس من الجيش العراقي في مكانه للدفاع ضد الأكراد بدلاً من التحرك لمنافسة قوة التحالف القادمة من الجنوب. هزمت هذه القوات الأمريكية الخاصة المشتركة والقوة الكردية جيش صدام بشكل سليم، وهو نجاح عسكري كبير، على غرار الانتصار على طالبان في أفغانستان. أربعة أعضاء من فريق SAD/SOG تسلموا نجمة المخابرات الأمريكية النادرة «لأعمالهم البطولية».

## 2003
كانت المعلومات الاستخباراتية الأمريكية حول أسلحة الدمار الشامل العراقية محور تدقيق مكثف في المدخلات الأمريكية المتتالية كرونولوجية للتعامل مع المقاومة في العراق
تم تكليف ريتشارد كير، وهو من قدامى المحاربين في وكالة المخابرات المركزية وعمره 32عامًا وخدم لمدة ثلاث سنوات كنائب مدير المخابرات، لقيادة مراجعة تحليل الوكالة لمزاعم أسلحة الدمار الشامل العراقية، وأصدر سلسلة من التقارير، أحدها غير سري. أخبر كير الصحفي روبرت دريفوس أن محللي وكالة المخابرات المركزية شعروا بالخوف من إدارة بوش، قائلاً: «يعتقد الكثير من المحللين أنهم يتعرضون لضغوط للتوصل إلى استنتاجات معينة. لقد تحدثت إلى الكثير من الأشخاص الذين قالوا،» كان هناك الكثير من الأسئلة المتكررة. طُلب منا تبرير ما قلناه مرارًا وتكرارًا. كان هناك بالتأكيد أشخاص شعروا بأنهم تم دفعهم إلى ما هو أبعد من الأدلة التي بحوزتهم." في مقابلة أجريت في26 يناير/كانون الثاني2006، أقر كير بأن هذا أدى إلى عداء مفتوح بين البعض في وكالة المخابرات المركزية والبيت الأبيض في عهد بوش، قائلاً: "كان هناك المزيد من التسريبات والمناقشات خارج ما أعتبره المستوى المناسب أكثر مما أنا«لقد رأيته من قبل. وأعتقد أن عدم الانضباط مشكلة حقيقية. لا أعتقد أن أي منظمة استخبارات يمكن أن تحمل السلاح نوعًا ما ضد السياسة أو صانع السياسة. أعتقد أن هذا لن ينجح ولن يستمر».
تضمنت الأدلة ضد امتلاك العراق برنامج أسلحة دمار شامل معلومات من ضابطة وكالة المخابرات المركزية فاليري بليم، الذي تم تحديده علناً في 14 يوليو/تموز 2003 بعمود صحيفة واشنطن بوست بقلم روبرت نوفاك على أنه «وكالة تعمل في مجال أسلحة الدمار الشامل». تم إرسال زوج بليم، السفير جوزيف سي ويلسون الرابع من قبل وكالة المخابرات المركزية إلى دولة النيجر الأفريقية للتحقيق في مزاعم بأن العراق كان ينوي شراء كعكة اليورانيوم الصفراء من ذلك البلد، والتي تم دمجها في خطاب حالة الاتحاد لعام 2003 الذي ألقاه الرئيس جورج دبليو بوش إلى دعم شن حرب وقائية ضد العراق. انظر تحقيقات عراق 2007 في أعقاب هذه المزاعم والإفصاحات عنها.
كينيث بولاك، الخبير السابق في مجلس الأمن القومي بشأن العراق، والذي دعم بشكل عام استخدام القوة للإطاحة بصدام حسين، أخبر سيمور هيرش أن ما فعلته إدارة بوش كان
«تفكيك عملية التصفية الحالية التي ظلت طوال خمسين عامًا تمنع صانعي السياسات من الحصول على معلومات سيئة. لقد أنشأوا مواسير المداخن للحصول على المعلومات التي يريدونها مباشرة إلى القيادة العليا... كان لديهم دائمًا معلومات لدعم مزاعمهم العامة، لكنها غالبًا ما كانت معلومات سيئة للغاية».
جاءت بعض المعلومات المستخدمة لتبرير الغزو الأمريكي للعراق من مخبر فوضوي المصداقية أطلق عليه اسم «كيرفبول» من قبل وكالة المخابرات المركزية، والذي ادعى زوراً أنه كان يعمل مهندسًا كيميائيًا في مصنع يقوم بتصنيع مختبرات أسلحة بيولوجية متنقلة كجزء من أسلحة عراقية من برنامج الدمار الشامل. على الرغم من التحذيرات التي وجهتها وكالة المخابرات المركزية من جهاز المخابرات الاتحادية الألمانية بشأن صحة مزاعمه، فقد تم دمجها في خطاب حالة الاتحاد لعام 2003 الذي ألقاه الرئيس بوش وفي العرض الذي قدمه كولين باول لاحقًا إلى مجلس الأمن التابع للأمم المتحدة.

### القبض على صدام حسين
المهمة التي أسرت صدام حسين كانت تسمى «عملية الفجر الأحمر». تم تخطيطه وتنفيذه من قبل قوة دلتا التابعة لقيادة العمليات الخاصة المشتركة وفرق SAD/SOG (تسمى معًا فرقة العمل 121). ضمت العملية في النهاية حوالي 600جندي من اللواء الأول من فرقة المشاة الرابعة. من المحتمل أن يكون عدد قوات العمليات الخاصة حوالي 40. ذهب الكثير من الدعاية والائتمان للقبض إلى جنود فرقة المشاة الرابعة، لكن وكالة الاستخبارات المركزية وقيادة العمليات الخاصة المشتركة كانوا القوة الدافعة. قال روبرت أندروز، نائب مساعد وزير الدفاع السابق للعمليات الخاصة والصراع منخفض الحدة، إن «فرقة العمل 121 كانت في الواقع هي التي أخرجت صدام من الحفرة». «لا يمكن حرمانهم من أي دور بعد الآن.»

## 2004
في عام 2004، عدم العثور على أسلحة الدمار الشامل، واستمرار المقاومة المسلحة ضد الاحتلال العسكري الأمريكي للعراق، والحاجة الملحوظة على نطاق واسع إلى مراجعة منهجية لأدوار كل من وكالة المخابرات المركزية ومكتب التحقيقات الفيدرالي ووكالة استخبارات الدفاع.
في 9يوليو2004، أفاد تقرير مجلس الشيوخ عن المخابرات قبل الحرب عن العراق للجنة المخابرات في مجلس الشيوخ أن وكالة المخابرات المركزية بالغت في الخطر المزعوم الذي تمثله أسلحة دمار شامل في العراق، وهو الاتهام الذي لا تدعمه المعلومات الاستخباراتية المتاحة إلى حد كبير.

### استمارات استخباراتية عراقية جديدة
في فبراير 2004، تم إنشاء جهاز المخابرات الوطنية العراقية الجديد، أو INIS، في فبراير 2004 «كقوة غير طائفية من شأنها تجنيد ضباطها وعملائها من جميع الطوائف الدينية العراقية. رئيسها، الجنرال. محمد الشهواني سني من الموصل. متزوج من شيعي ونائبه كردي. الشهواني، قائد القوات الخاصة العراقية خلال الحرب العراقية الإيرانية، عمل بشكل وثيق مع وكالة المخابرات المركزية لأكثر من عقد أولاً في محاولة للإطاحة بصدام حسين، ثم في محاولة بناء منظمة استخباراتية فعالة».
وهناك جهاز استخبارات منافس «يسمى وزارة الأمن، تم إنشاؤه العام الماضي تحت إشراف شيروان الوائلي. وهو عقيد سابق في الجيش العراقي خدم في الناصرية في ظل النظام القديم. ويقال إنه تلقى تدريبات في إيران ويقيم اتصالات منتظمة مع ضباط المخابرات الإيرانية والسورية في بغداد. في خدمته، مثل تنظيم الشهواني، حوالي 5000ضابط».
كانت وكالة المخابرات المركزية تأمل في أن يكون جهاز الشهواني التابع للشهواني قوة وطنية فعالة ورادعًا للتدخل الإيراني. لشن عمليات فعالة ضد الإيرانيين، قام الشهواني بتجنيد رئيس فرع إيران في مخابرات عهد صدام حسين. وهذا جعل الإيرانيين وحلفائهم الشيعة قلقين.
اكتشف عملاء الشهواني في عام2004 أن الإيرانيين لديهم قائمة استهداف، مأخوذة من وثيقة كشوف رواتب قديمة بوزارة الدفاع تحدد أسماء وعناوين منازل كبار الضباط الذين خدموا في ظل النظام السابق. الشهواني نفسه كان من بين المستهدفين بالاغتيال من قبل الإيرانيين. حتى الآن، قُتل حوالي 140ضابطًا في جهاز المخابرات الوطنية.
على الرغم من أن كثيرين في حكومة المالكي ينظرون إلى الشهواني بريبة، يقول أنصاره إنه حاول البقاء مستقلاً عن المعارك الطائفية في العراق. وقد قدم معلومات استخباراتية أدت إلى اعتقال العديد من كبار عناصر القاعدة، وفقًا لمصادر أمريكية، بالإضافة إلى معلومات استخبارية منتظمة حول التمرد السني. قبل عدة أشهر، أبلغ الشهواني المالكي عن مؤامرة اغتيال من قبل حارس شخصي كان يعمل سرا مع زعيم الميليشيا الشيعية مقتدى الصدر. وكشفت خدمة الشهواني عن مؤامرة مماثلة لاغتيال نائب رئيس الوزراء العراقي برهم صالح وهو كردي.
تعرضت خطط الشهواني للانقلاب لانتكاسة في يونيو 1996، عندما قتلت المخابرات 85 من عناصره، من بينهم ثلاثة من أبنائه. لكنه واصل التآمر على مدى السنوات السبع التالية، وعشية الغزو الأمريكي في مارس 2003، كان الشهواني وأنصاره في وكالة المخابرات المركزية لا يزالون يأملون في تنظيم انتفاضة بين الجيش العراقي. عُرفت شبكة الشهواني العراقية السرية بـ «77 ألفا»، ولاحقاً باسم «العقارب».
كان البنتاغون حذرًا من خطة الانتفاضة العراقية، لذلك تم تعليقها، لكن الشهواني شجع شبكته في الجيش العراقي على عدم القتال متوقعًا أن يعامل الجنود معاملة حسنة بعد النصر الأمريكي. ثم جاء القرار الكارثي في مايو 2003 من قبل بول بريمر وسلطة التحالف المؤقتة لحل الجيش العراقي وقطع رواتبه. البقية، كما يقولون، هو التاريخ.
فبدلاً من جهاز المخابرات الجيد الذي يحتاجه، يوجد في العراق اليوم جهازان أحدهما موالي لإيران والآخر معادٍ لإيران. هذا مقياس لمكان البلد: عالق بين الطوائف المتناحرة والجيران المتناحرين، مع حليف قوة عظمى لا يبدو أنه يساعد أصدقاءه أو يوقف أعداءه.

### أبو غريب
في عام 2004 أيضًا، ظهرت تقارير عن تعذيب أبو غريب وإساءة معاملة السجناء. في تحقيق لاحق من قبل MG أنطونيو تاغوبا، قال «أجد أنه خلافا لتوفير AR 190-8، ووجدت هذه النتائج في تقرير MG رايدر، الاستخبارات العسكرية (MI) المحققين وغيره من المحققين وكالة حكومة الولايات المتحدة (أغ) بنشاط طلب أن يضع حراس النواب ظروفًا جسدية وعقلية ملائمة لاستجواب الشهود». OGA هو تعبير ملطف شائع لوكالة المخابرات المركزية. علاوة على ذلك، «اعتقلت مرافق الاحتجاز المختلفة التي يديرها اللواء 800 النائب بشكل روتيني الأشخاص الذين تم إحضارهم من قبل وكالات حكومية أخرى (OGAs) دون معرفة هوياتهم أو حتى سبب احتجازهم. ووصف مركز التحقيق المشترك واستخلاص المعلومات (JIDC) في أبو غريب هؤلاء المعتقلين بـ» المعتقلين الأشباح«. في مناسبة واحدة على الأقل، احتجزت الكتيبة 320 النائب في أبو غريب حفنة من» المحتجزين الأشباح«(6-8) للـ OGA الذين تحركوا داخل المنشأة لإخفائهم من زيارة اللجنة الدولية للصليب الأحمر (اللجنة الدولية للصليب الأحمر) فريق المسح. كانت هذه المناورة خادعة ومخالفة لعقيدة الجيش وتنتهك القانون الدولي».
وفي سجن أبو غريب توفي سجين اسمه مناضل الجمادي.

## 2006
قال تايلر درمهيلر، وهو محارب قديم في وكالة المخابرات المركزية يبلغ من العمر 26 عامًا والرئيس السابق للعمليات السرية في أوروبا، لمراسل شبكة سي بي إس نيوز 60 دقيقة إد برادلي في مقابلة أجريت في 23 أبريل / نيسان 2006 أن هناك شكوكًا واسعة النطاق داخل الوكالة بشأن مزاعم إدارة بوش العلنية بشأن الأسلحة العراقية. الدمار الشامل. وبحسب درمهيلر، فقد اخترقت وكالة المخابرات المركزية الدائرة المقربة من صدام حسين في خريف عام 2002، وقال هذا المصدر رفيع المستوى لوكالة المخابرات المركزية «ليس لديهم برنامج فعال لأسلحة الدمار الشامل». وردا على سؤال من برادلي حول التناقض الواضح مع تصريحات إدارة بوش بخصوص أسلحة الدمار الشامل العراقية في ذلك الوقت، قال درمهيلر: «تم وضع السياسة. كانت الحرب في العراق قادمة. وكانوا يبحثون عن معلومات استخباراتية لتلائم السياسة، لتبرير السياسة».

## 2007
اعتبارًا من حزيران (يونيو) 2007، "الشهواني موجود الآن في الولايات المتحدة. ما لم يتلق تأكيدات بالدعم من حكومة المالكي، فمن المرجح أن يستقيل، الأمر الذي من شأنه أن يغرق بجهاز الإنقاذ الإسلامي في الاضطرابات وقد يؤدي إلى انهياره.

### تحقيقات عام 2007
الكشف عن السيدة أدت هوية ويلسون السرية التي كانت تُصنف آنذاك باسم «فاليري بليم» إلى تحقيق هيئة محلفين كبرى ولائحة اتهام وإدانة لرئيس الأركان السابق لنائب الرئيس تشيني ، لويس ليبي، بتهم الحنث باليمين، وعرقلة سير العدالة، والإدلاء ببيانات كاذبة للمحققين الفيدراليين.

### «الجراحة»
واصلت وحدات القوات شبه العسكرية التابعة لوكالة المخابرات المركزية التعاون مع قيادة العمليات الخاصة المشتركة في العراق، وفي عام 2007، خلق هذا المزيج قوة مميتة يُعزى إليها الكثير من الفضل في أن يكون لها تأثير كبير في نجاح «الطفرة». لقد فعلوا ذلك بقتل أو اعتقال العديد من قادة القاعدة الرئيسيين في العراق. في مقابلة مع شبكة سي بي إس 60 دقيقة، وصف الصحفي الحائز على جائزة بوليتسر بوب وودوارد قدرة عمليات خاصة جديدة سمحت بهذا النجاح. تم تطوير هذه القدرة من قبل فرق مشتركة من CIA وJSOC. صرح العديد من كبار المسؤولين الأمريكيين أن «الجهود المشتركة لقيادة العمليات الخاصة المشتركة والوحدات شبه العسكرية التابعة لوكالة المخابرات المركزية كانت أهم مساهم في هزيمة القاعدة في العراق».
في 26 أكتوبر / تشرين الأول 2008، نفذت SAD/SOG وJSOC عملية في سوريا استهدفت «شبكة لوجستية المقاتلين الأجانب» التي جلبت عناصر القاعدة إلى العراق (انظر 2008 غارة البوكمال). وقال مصدر أمريكي لشبكة سي بي إس نيوز إن «زعيم المقاتلين الأجانب، وهو ضابط في القاعدة، كان هدفا للغارة عبر الحدود يوم الأحد». وقال إن الهجوم كان ناجحا لكنه لم يذكر ما إذا كان ضابط القاعدة قد قتل أم لا. أفادت قناة فوكس نيوز في وقت لاحق أن أبو غادية، «منسق القاعدة الرئيسي العامل في سوريا»، قُتل في الهجوم. ذكرت صحيفة نيويورك تايمز أن القوات الأمريكية قتلت خلال الغارة عدة رجال مسلحين «شكلوا تهديدًا».